# سترة
السُّتْرَة أو  الدِثارة  هو زي يرتدى على الجزء العلوي من الجسم. يوجد للسترة عادة أكمام، ويمكن إحكام غلقه من الأمام. تعد السترة أخف وزناً وأكثر إحكاماً وأقل عزلاً من المعطف. ترتدى السترة إما كنوع من الموضة، البعض الآخر يعمل كأحد الملابس الواقية (من البرد مثلاً) ويوجد نوع بطاقية ونوع آخر بدون طاقية ونوع مع طاقية قابلة للإزالة وإعادة التركيب وتكمن فائدة الطاقية في (تدفئة الرأس أو واقية للمطر مثلاً).

## أمثلة
- بلزر (بالإنجليزية: Blazer)‏ هي سترة من نوع كاجوال أنيق.
- البالطو الأبيض هي سترة يرتديها المختصون في المجال الطبي أو العمل المعملي.
- السترة الجلدية (بالإنجليزية: Leather Jacket)‏.
- سترة النجاة.
- سترة البذلة.
- سترة الدنيم (بالإنجليزية: Jeans Jacket)‏.
- سترة الطباخ.